# Нуци, Аллегретто

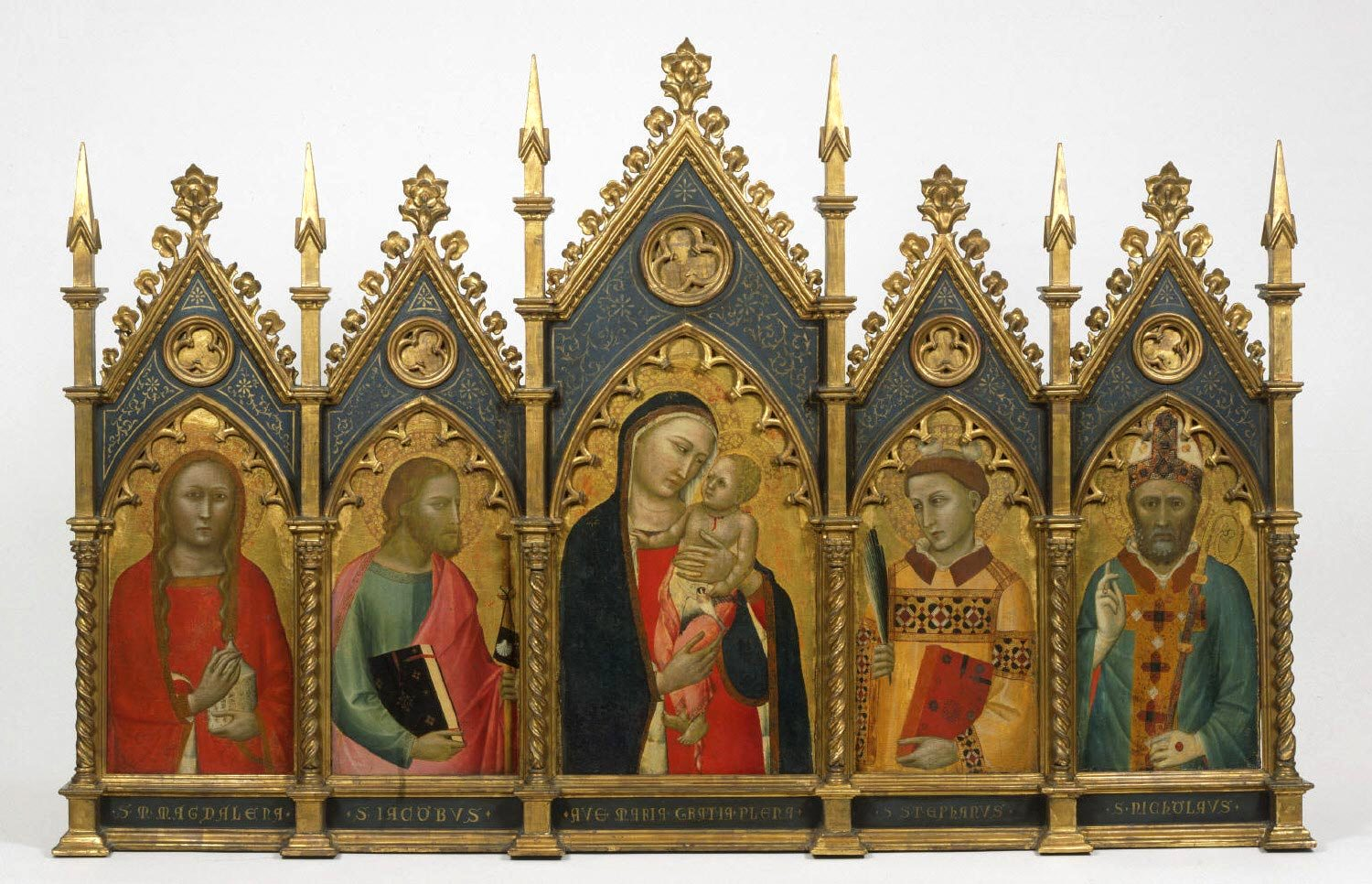
Мадонна с младенцем и святыми Марией Магдалиной, Яковом Старшим, Стефаном и св. Епископом", ок. 1346г,Филадельфия, Музей искусства

Аллегретто Нуци (также Аллегретто ди Нуцио; итал. Allegretto Nuzi, Allegretto di Nuzio; ок. 1315, Фабриано — 1373, Фабриано) — итальянский художник.

## Жизнь и творчество

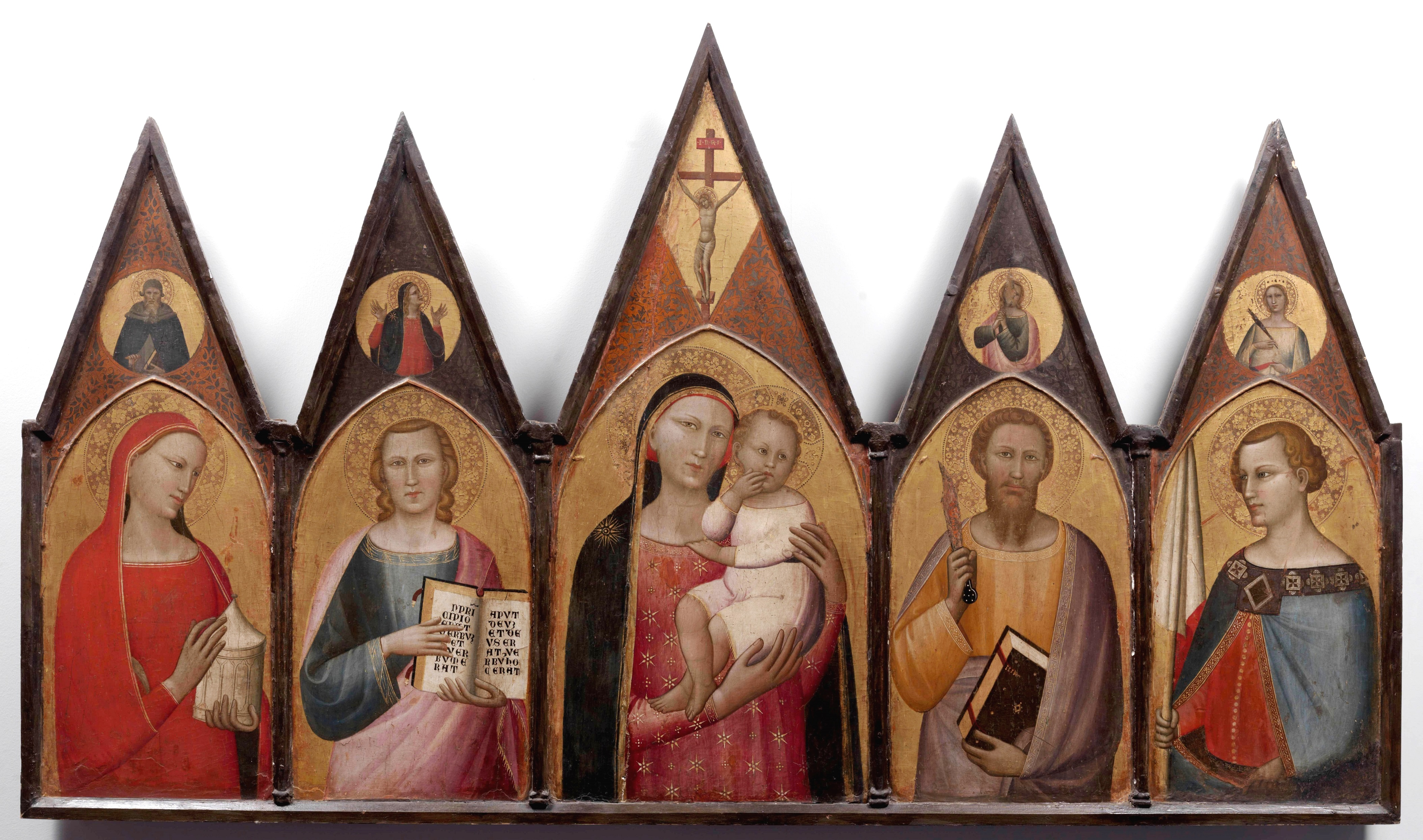
Мадонна с младенцем и со святыми Марией Магдалиной, Иоанном Богословом, Варфоломеем и Венанцием, кон. 1340-х гг, Фабриано, Городская Пинакотека Бруно Молайоли

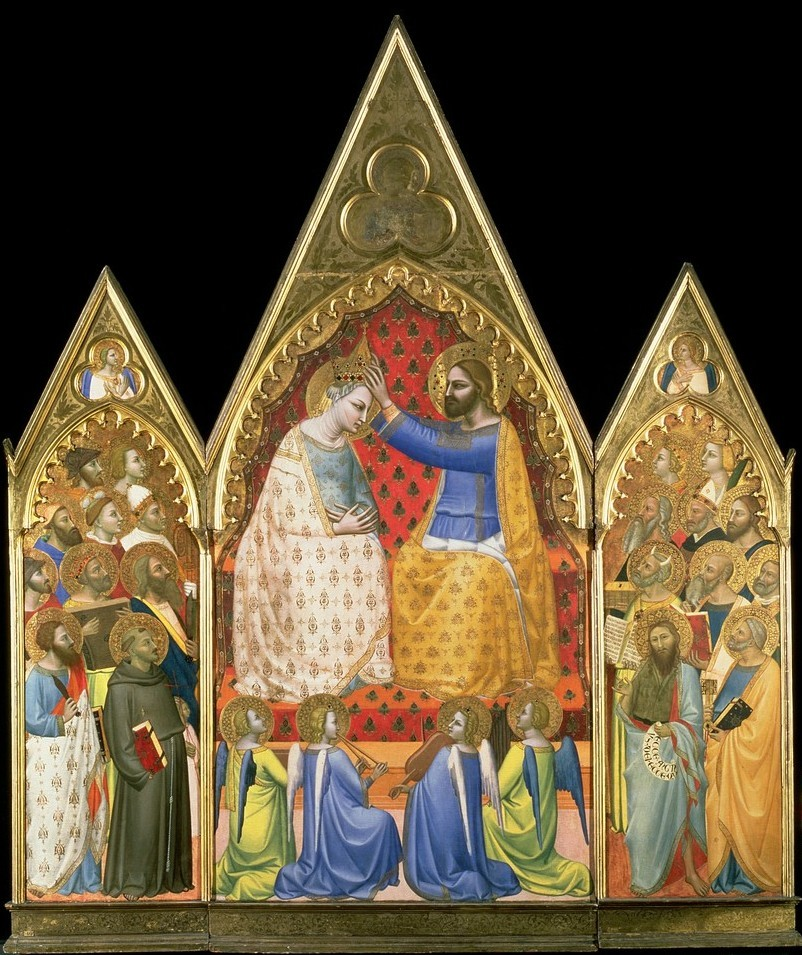
Коронование Марии и святые", ок. 1350г, Саутхэмптон, Городская галерея искусства

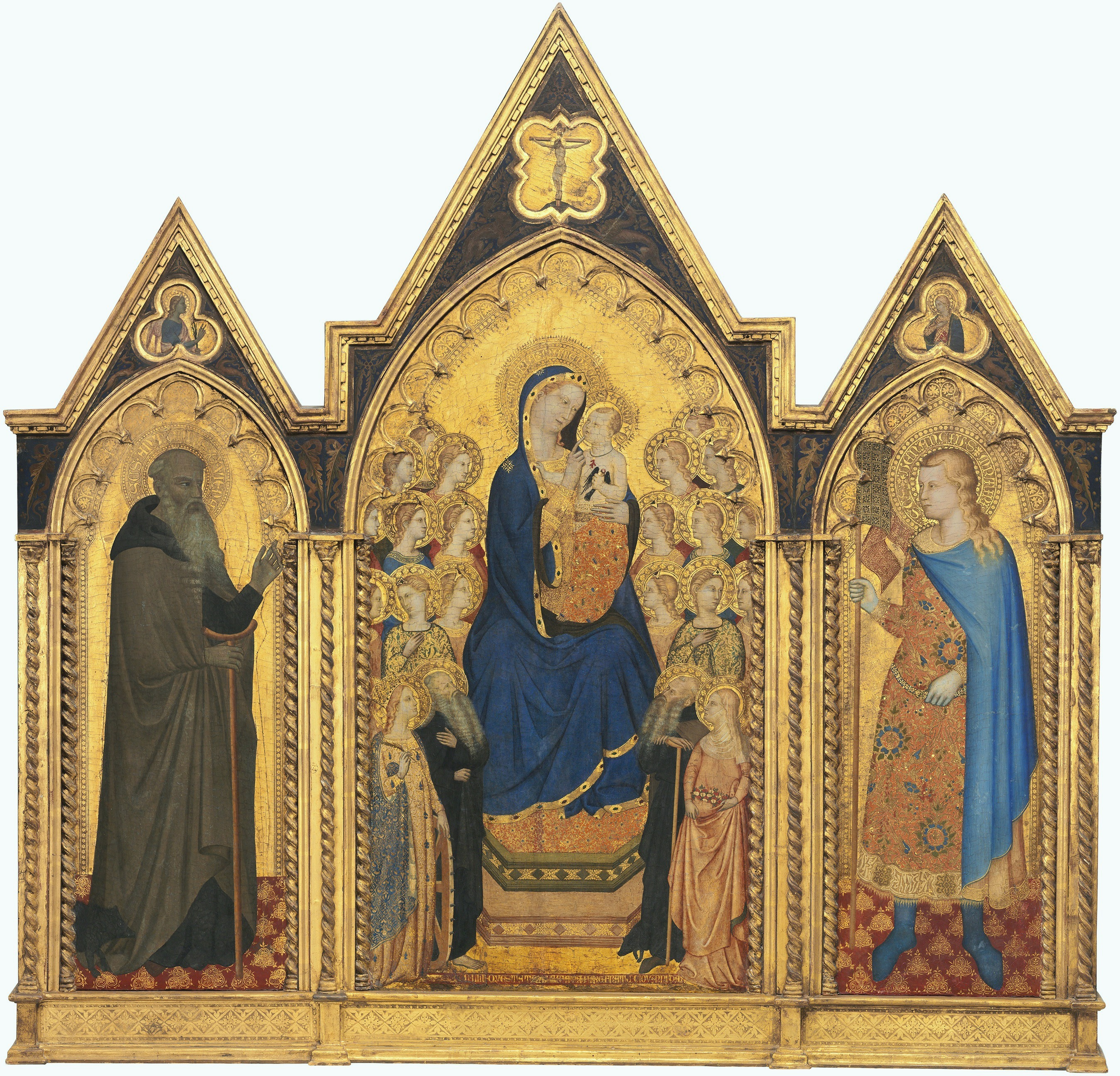
Пуччо ди Симоне и Аллегретто Нуци. Мадонна с младенцем на троне, св. Антонием-аббатом и св. Венанцием-мучеником, 1354г; Национальная галерея искусства, Вашингтон

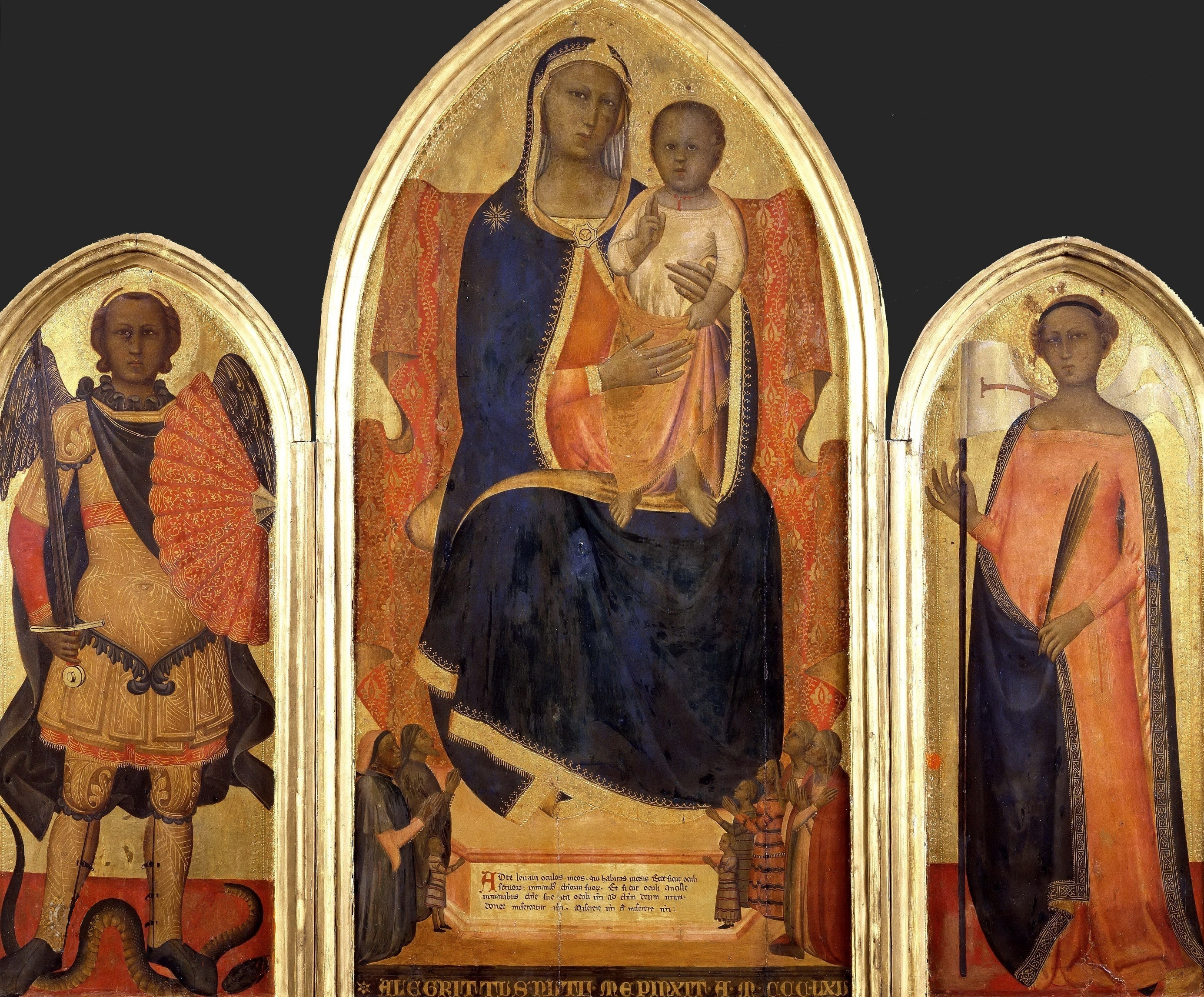
Аллегретто Нуци. Мадонна с младенцем, Михаилом архангелом и св. Урсулой. 1365г, Ватикан, Пинакотека.

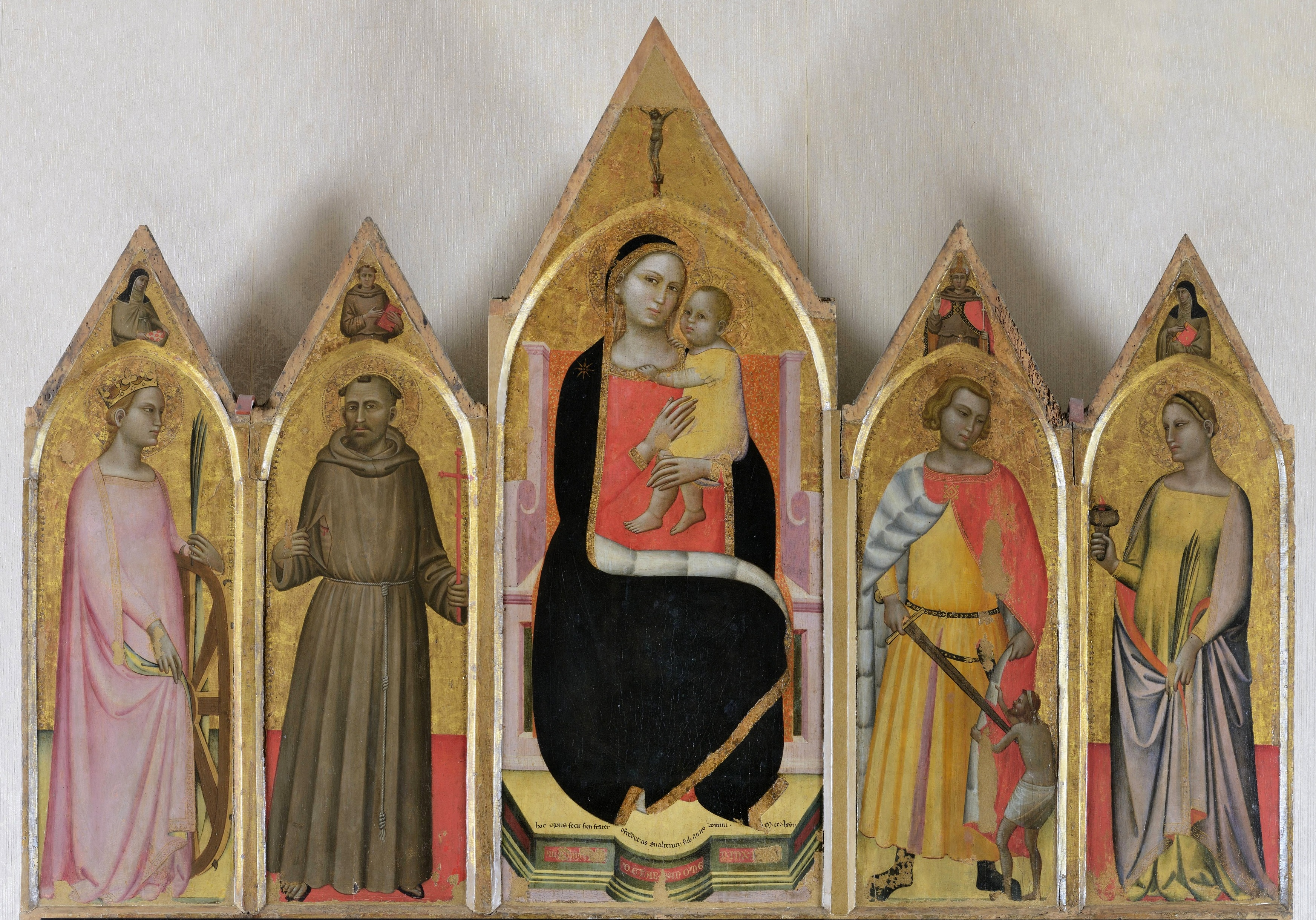
Аллегретто Нуци. Мадонна с младенцем и святыми. Полиптих. 1366, Апиро, Муниципальный дворец

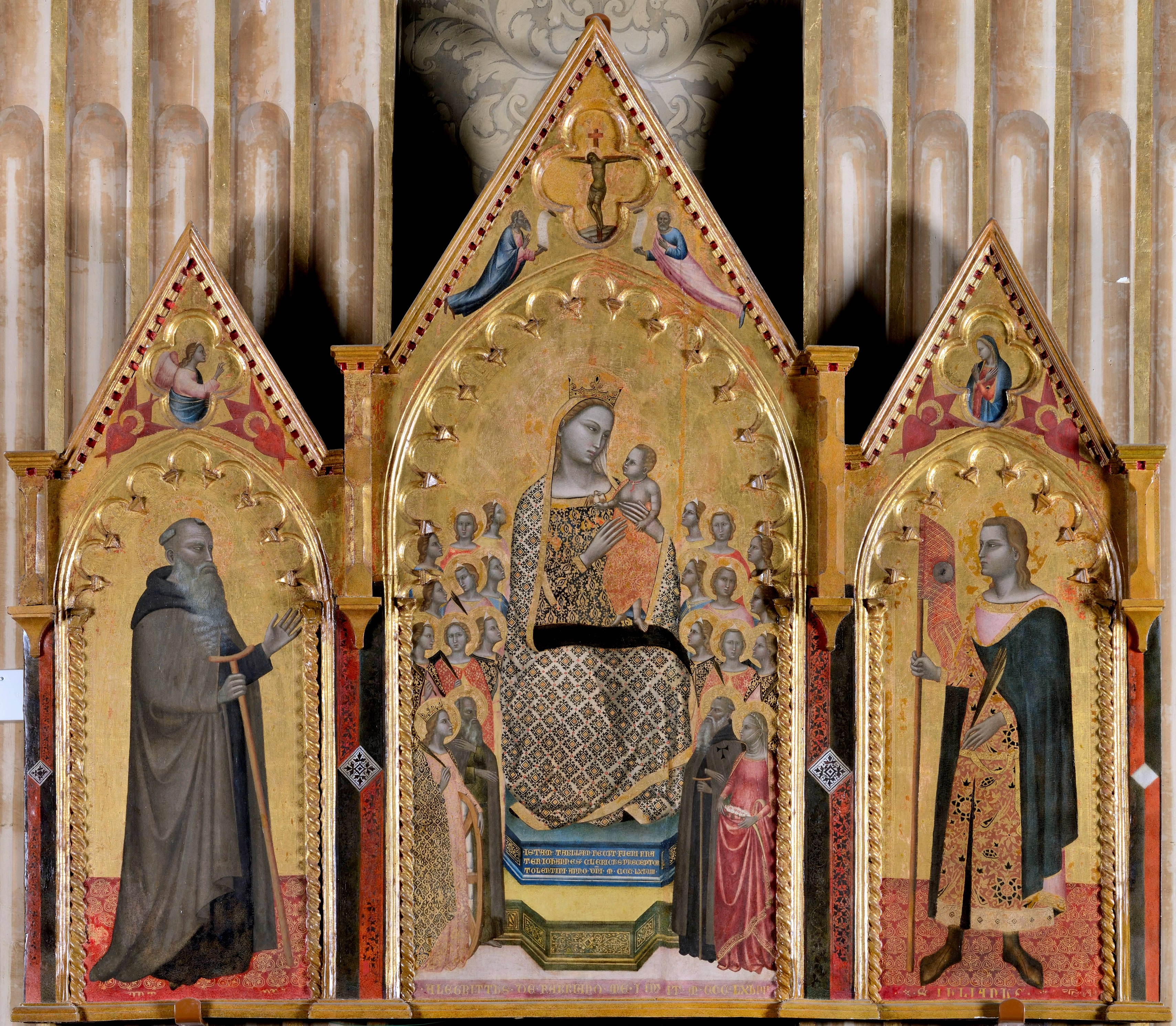
Аллегретто Нуци. Триптих «Мадонна с младенцем и святыми», 1369, Мачерата, Собор Сан Джулиано

Об Аллегретто сохранилось крайне мало сведений. Первое документальное упоминание его имени относится к 1346 году — под этой датой он записан во флорентийском братстве Св. Луки как иногородний художник — Аллегретто да Сенис (то есть Аллегретто из Сиены), что послужило поводом для предположения, что он родился в Сиене. Однако никаких следов его деятельности в Сиене обнаружено не было, поэтому ныне возобладала точка зрения, что художник родился в Фабриано, а Сиену и Флоренцию посетил уже в достаточно зрелом возрасте для знакомства с новыми веяниями в искусстве, которые культивировались в двух этих крупнейших художественных центрах XIV века.
По всей вероятности, его раннее формирование происходило под влиянием анонимного Мастера Камподонико, последователя Джотто и художников его круга, который в начале XIV века доминировал в Фабриано. Полагают, что Аллегретто какое-то время работал в его мастерской, расписывавшей храм Св. Марии Магдалины в Фабриано, где наряду с фресками Мастера Камподонико «Распятие» и «Благовещение» (1336г) итальянский исследователь Фабио Марчелли (2004) обнаружил фигуру Иоанна Богослова, идентифицированную как первая известная работа Аллегретто Нуци.
До 1346 года художник побывал в Сиене. Несмотря на то, что никаких следов его деятельности в Сиене не найдено, эксперты отмечают, что на творчество Аллегретто в этот период оказали влияние произведения сиенца Амброджо Лоренцетти. Первая же датированная работа Нуци (1345г) «Мадонна на троне с младенцем и ангелами» (ранее хранилась в коллекции герцогини д’Абернон в Лондоне) отмечена влиянием этого художника.
С его пребыванием во Флоренции в 1346 году связывают полиптих «Мадонна с младенцем и святыми Марией Магдалиной, Яковом Старшим, Стефаном и св. Епископом» (Филадельфия, Музей искусства). Эту работу считают неким переходным произведением, которое демонстрирует меру, в которой Аллегретто усвоил уроки флорентийской школы живописи.
В 1348 году художник вновь отмечен в Фабриано — там он в главном городском соборе расписал фресками капеллу св. Лаврентия. Исследователи считают эти фрески продуктом посещения Флоренции, поскольку в них видна связь с искусством Мазо ди Банко, в частности, с его росписями капеллы Барни ди Вернио, выполненными во флорентийском храме Санта Кроче в 1332-35 годах. Концом 1340-х годов датируют полиптих «Мадонна с младенцем и со святыми Марией Магдалиной, Иоанном Богословом, Варфоломеем и Венанцием» (ныне в Фабриано, Городская Пинакотека Бруно Молайоли).
Город Фабриано в середине XIV века переживал свой расцвет, его экономика была на подъёме, произведёнными в городе бумагой, шерстяной одеждой и металлическими изделиями купцы из Фабриано успешно торговали на внешних рынках. Это обеспечивало доход, часть которого была направлена на реконструкцию и украшение церквей. По всей вероятности, Аллегретто Нуци организовал художественную мастерскую, которая выполняла самые разные работы для этих храмов, создавая не только фрески и алтари, но и скульптуру. В частности, его мастерской приписывают изготовление и роспись некоторых деревянных статуй — «Поклонение волхвов», «Св. Яков», «Св. Николай Барийский» (ныне — в Пинакотеке Бруно Молайоли, Фабриано). Его мастерская изготавливала и предметы культа для частных лиц — небольшие диптихи и триптихи для домашних алтарей. Со временем художник стал весьма уважаемым гражданином города — он занимал высокую должность в братстве Санта Мария дель Меркато, которое курировало в Фабриано три госпиталя и другие богоугодные заведения. По всей вероятности, желание творить добро было важной составляющей психологии этого мастера, поскольку даже в своём завещании большую часть имущества он раздал разным храмам города Фабриано.
В 1350-х годах стиль Аллегретто становится более плоским и декоративным. К этому времени относят полиптих «Коронование Марии и святые» (Саутхэмптон, Городская галерея искусства; две боковые панели со святыми хранятся в Хьюстоне, Музей Искусства). Это произведение было написано для церкви Сан Франческо в Фабриано; крупный итальянский исследователь Федерико Дзери считает, что оно было создано в кооперации с Франческуччо Гисси. Отход мастера от более рельефной и объёмной живописи к более плоскостной манере мог быть результатом влияния как провинциального вкуса Гисси, так и современной флорентийской живописи, которая в это время отходила от традиций Джотто и двигалась в сторону усиления декоративности. Возможно на манере Аллегретто сказывалось воздействие произведений Пуччо ди Симоне — флорентийского мастера, последователя Бернардо Дадди, который в это время работал в Фабриано и в 1353 году написал алтарную картину «Св. Антоний-аббат» для храма Сант Антонио фуори Порта Пизана (храм Св. Антония возле Пизанских ворот) в Фабриано. В следующем году Пуччо ди Симоне по заказу некоего Фра Джованни работал над триптихом для той же церкви, левую панель которого позднее написал или переписал (или, возможно, просто отремонтировал) Аллегретто Нуци («Мадонна с младенцем на троне, св. Антонием-аббатом и св. Венанцием-мучеником», имеет дату — 1354г; ныне в Национальной галерее искусства, Вашингтон).

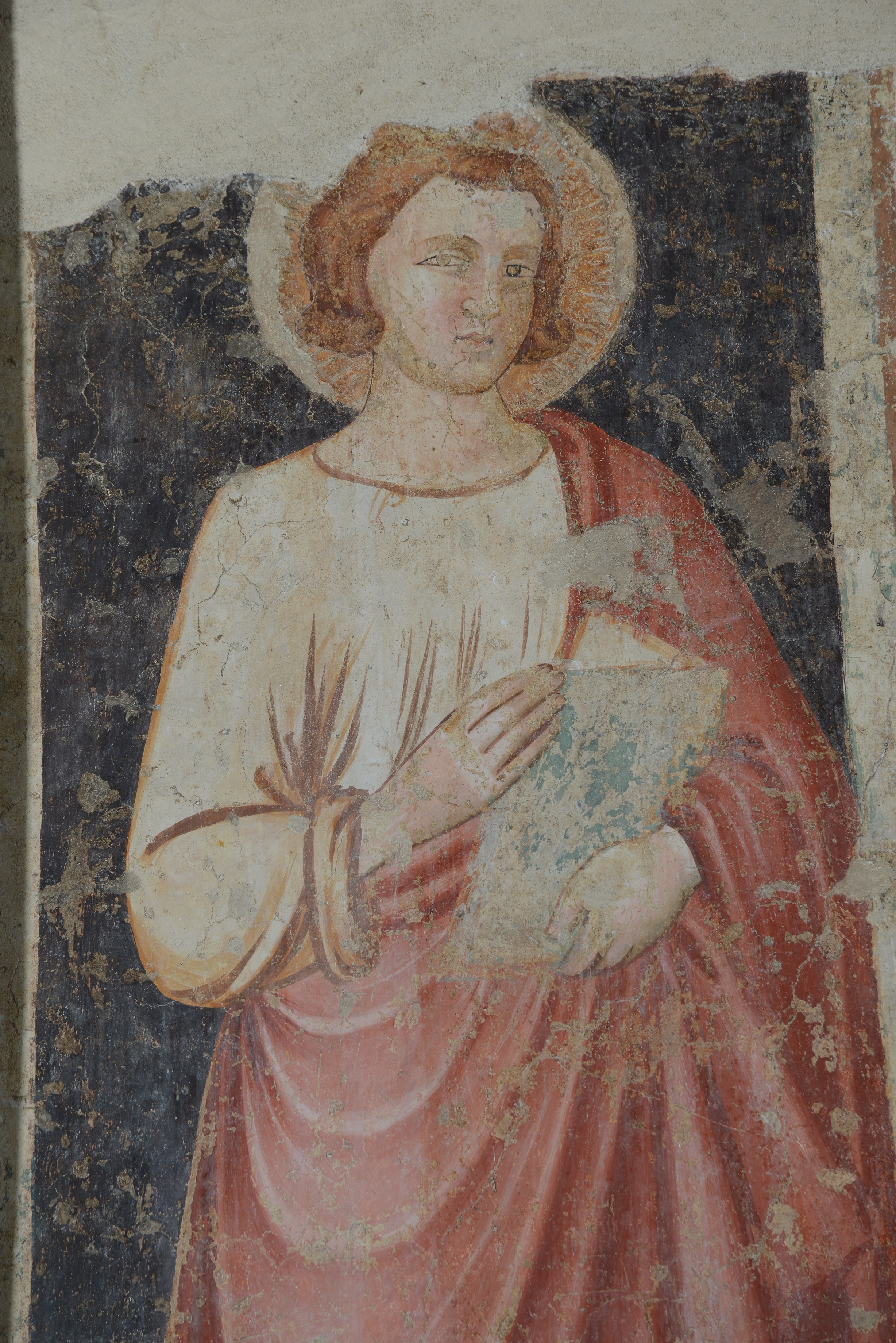
Аллегретто Нуци. Св. Иоанн Богослов, ок. 1336, церковь Санта Мария Маддалена, Фабриано. Первое известное произведение художника
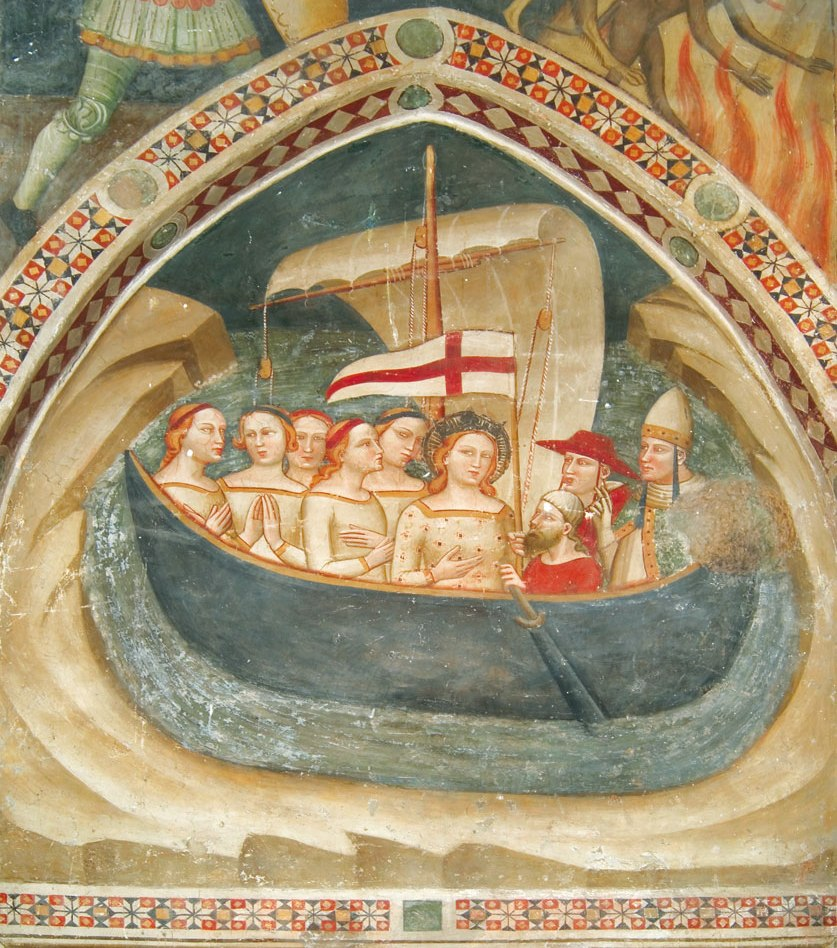
Аллегретто Нуци. Путешествие св. Урсулы и папы св. Кириака. Деталь фрески, 1365, капелла св. Урсулы, Сан Доменико, Фабриано
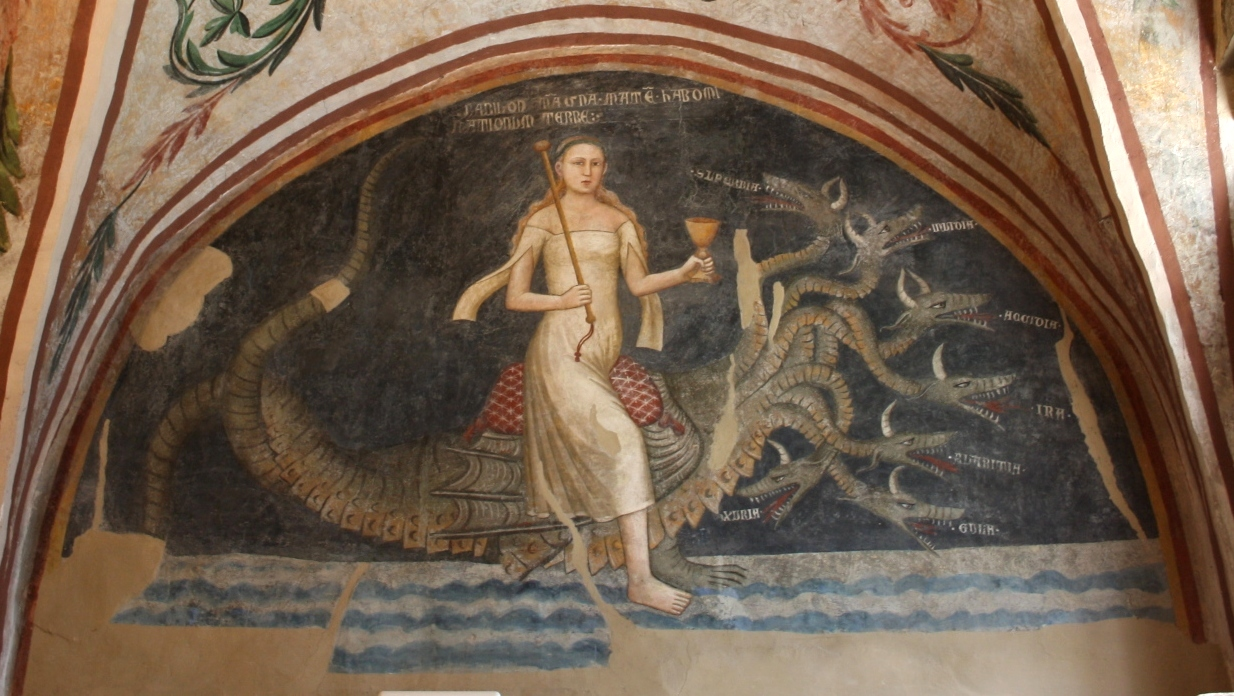
Вавилонская блудница. Деталь фрески из Зала Капитула церкви Сан Доменико, Фабриано. 1360-е гг
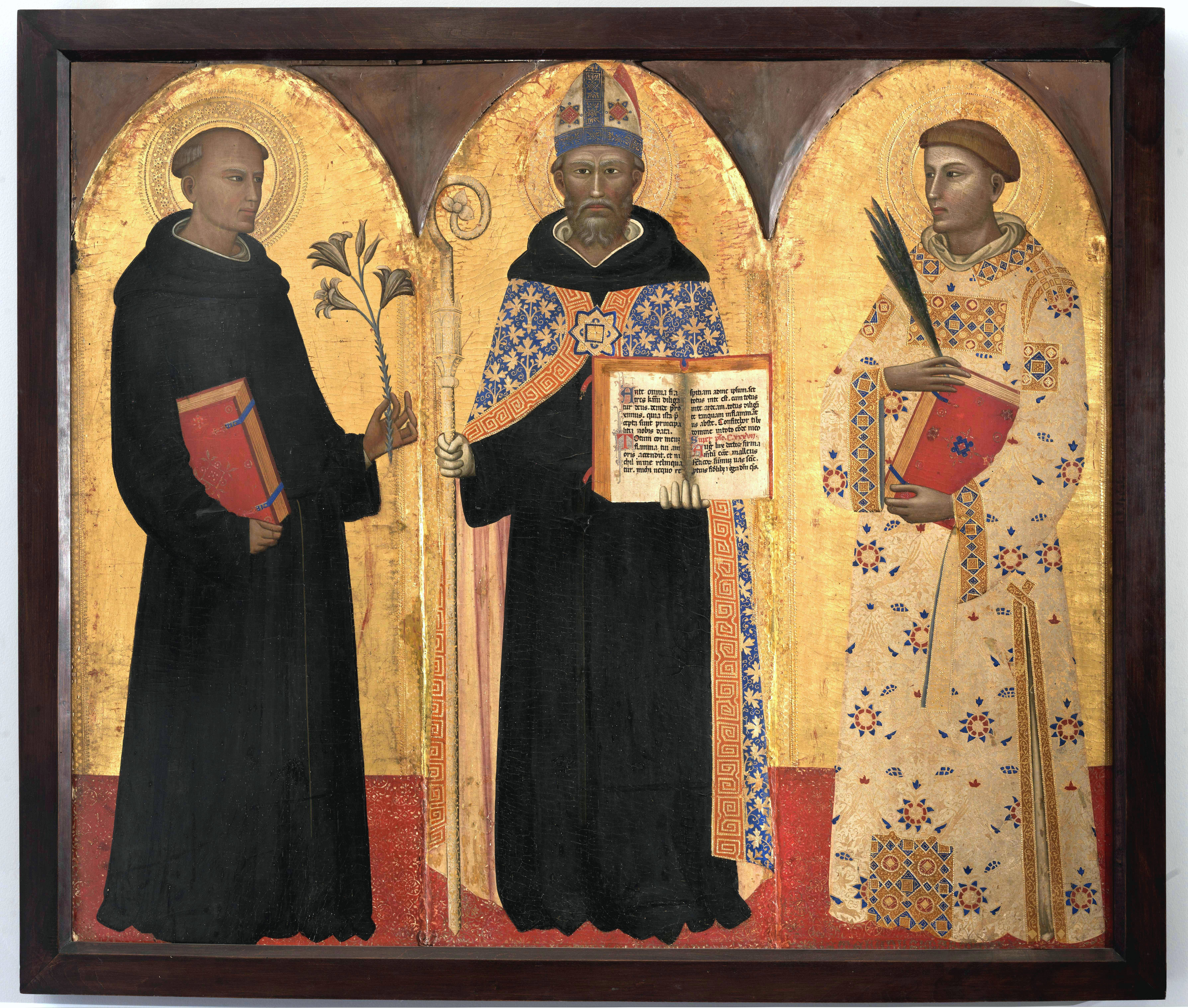
Аллегретто Нуци. Св. Августин со св. Николаем Толентинским и св. Стефаном. Городская пинакотека Бруно Молайоли, Фабриано
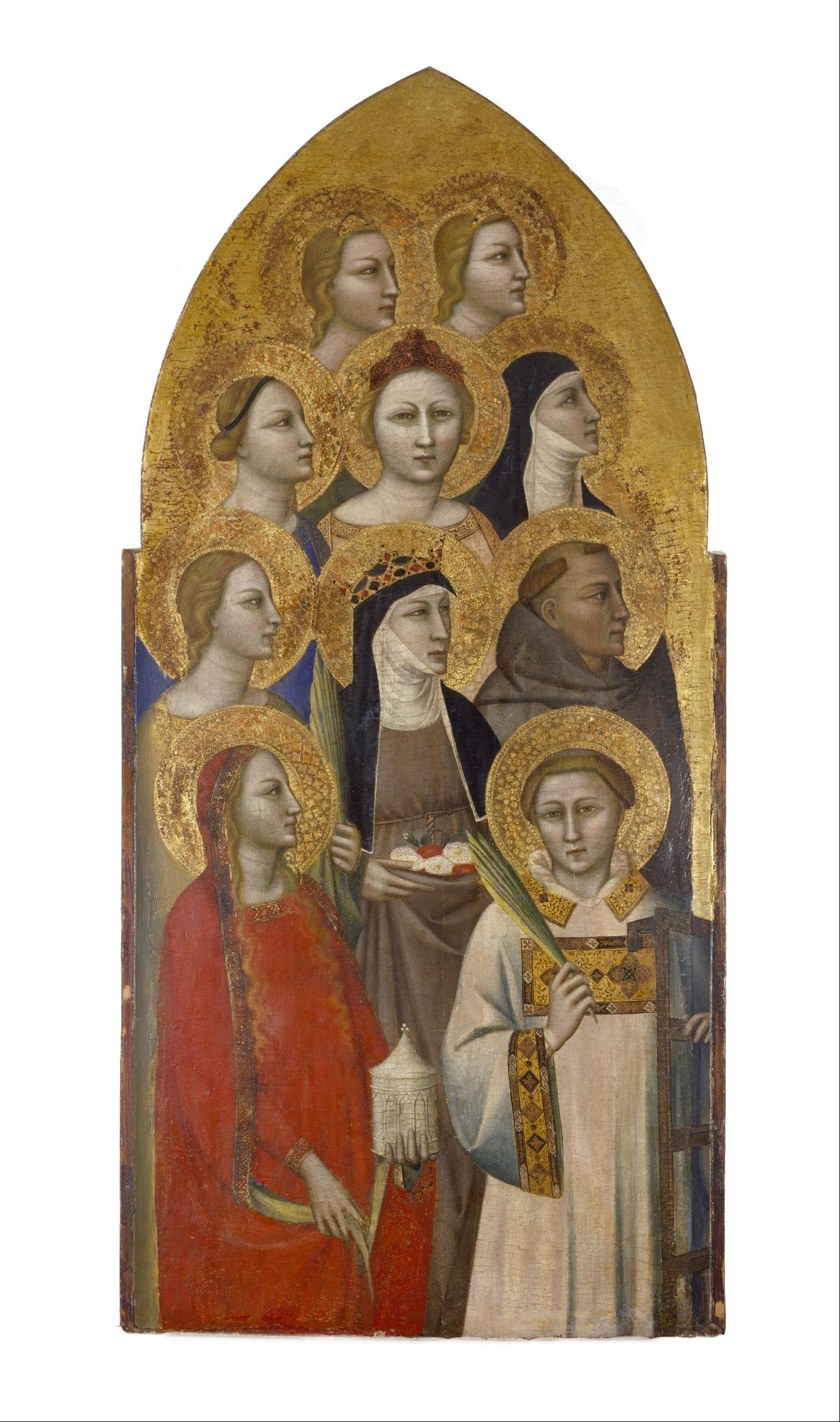
Аллегретто Нуци. Святые и ангелы. Створка полиптиха из Саутхэмптона. ок. 1350, Музей изящных искусств, Хьюстон
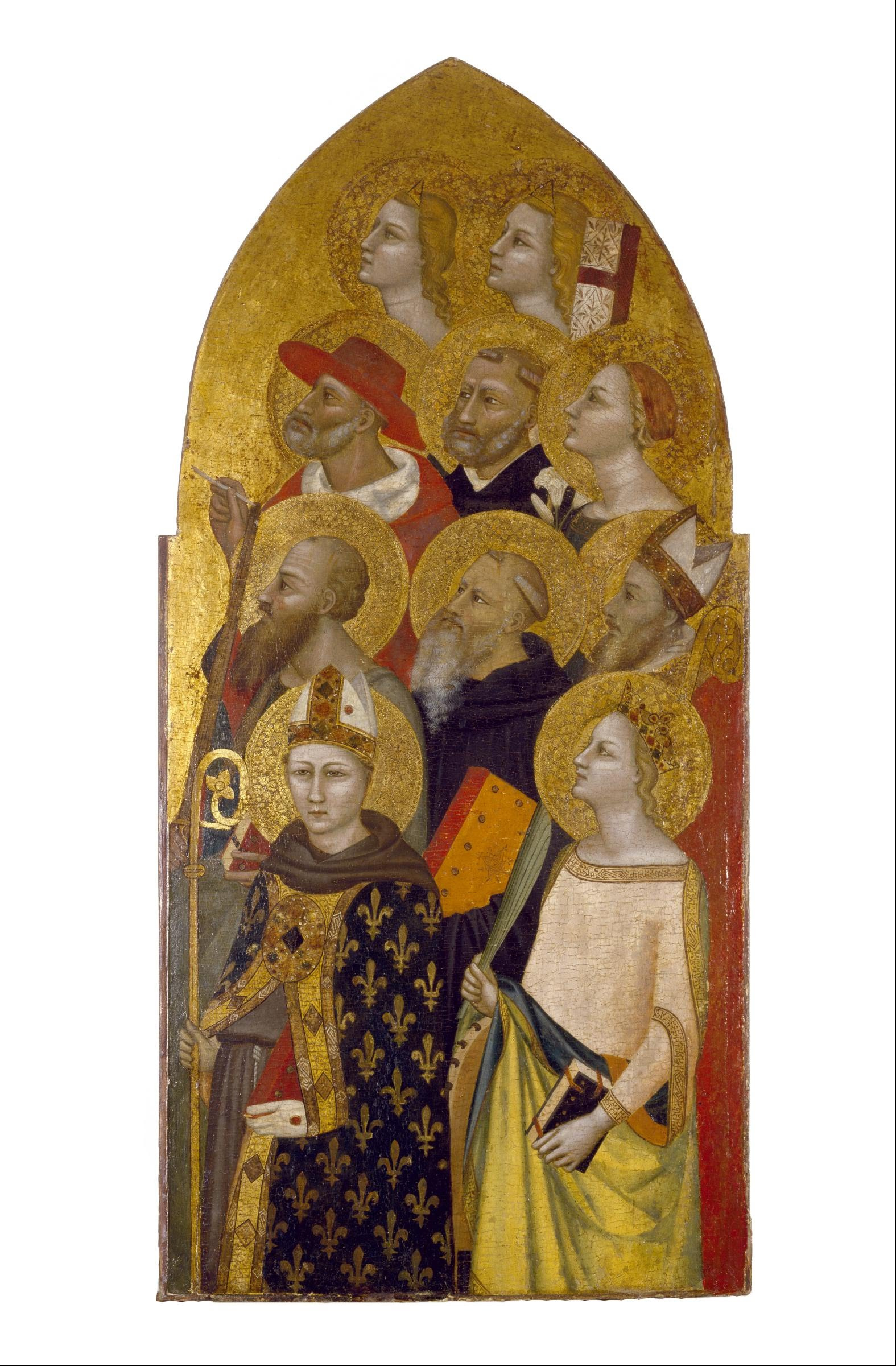
Аллегретто Нуци. Святые и ангелы. Створка полиптиха из Саутхэмптона. ок. 1350, Музей изящных искусств, Хьюстон

Крупнейшим произведением Аллегретто 1360-х годов являются росписи капеллы св. Урсулы в храме Санта Лючия Новелла (ныне переименован в храм Сан Доменико, Фабриано), выполненные им по заказу семейства де Санти. Во фресках он изобразил разные эпизоды из жизни святой, а для алтаря написал триптих «Мадонна с младенцем, Михаилом — архангелом и св. Урсулой» (имеет дату — 1365 год, ныне в Пинакотеке Ватикана). Кроме того художник расписал фресками зал капитула этой церкви. В следующем году (1366) Аллегретто написал большой алтарь для церкви Сан Франческо в Апиро под Мачератой (имеет подпись художника; ныне хранится в муниципальном дворце Апиро), а также «Богоматерь Смирение» для ц. Сант Антонио недалеко от Монтекассино. В 1369 году по заказу некоего Фра Джованни (возможно, того же, который в 1354 году заказывал алтарь, ныне хранящийся в Вашингтоне) он написал триптих «Мадонна с младенцем и святыми» для храма Сант Антонио в Монтекассино (ныне в соборе г. Мачерата). Последняя работа Аллегретто, имеющая дату — «Богоматерь с младенцем» (1372, Национальная галерея Марке в Урбино).
23 сентября 1373 года Аллегретто Нуци составил завещание, а 20 ноября 1373 года документы сообщают о нём как об умершем, то есть смерть настигла художника между двумя этими датами.
Аллегретто обрёл заслуженную славу как основатель живописной школы в Фабриано. Несмотря на его известность и статус местной знаменитости в 1493 году алтарь его кисти в церкви Сан Франческо в Фабриано был заменён произведением Карло Кривелли. Однако слава художника от этого не увяла, и в XVI веке поэт Сильвио Джильо (ум. 1584г) написал сонет, в котором восхваляет Аллегретто, именуя его отцом художественной школы Фабриано и учителем Джентиле да Фабриано — знаменитого мастера итальянской готики. Затем в течение нескольких веков его имя было забыто, пока Амико Риччи в 1834 году не опубликовал обширную работу, посвящённую искусству провинции Марке. Он же на основании сонета Джильо ввёл в культурный обиход утверждение, что Аллегретто является учителем Джентиле да Фабриано (эта точка зрения в большой мере была опровергнута Гаэтано Миланези в комментариях к «Жизнеописаниям» Вазари, переизданным в 1878 году). Вопрос об учительстве Аллегретто остаётся открытым.
Аллегретто Нуци приписывают довольно большое количество произведений из разных собраний и коллекций. Среди них есть разрозненные панели от алтарных полиптихов, небольшие диптихи и триптихи-складни для домашних алтарей. Эрлинг Скауг (1994) на основании исследования узоров золотого тиснения на произведениях Нуци составил хронологию его творчества, разместив работы в хронологической последовательности. Миклош Босковиц (1973) считает, что художник творил не только в Фабриано, его окрестностях, Сиене и Флоренции, но и в Перудже.

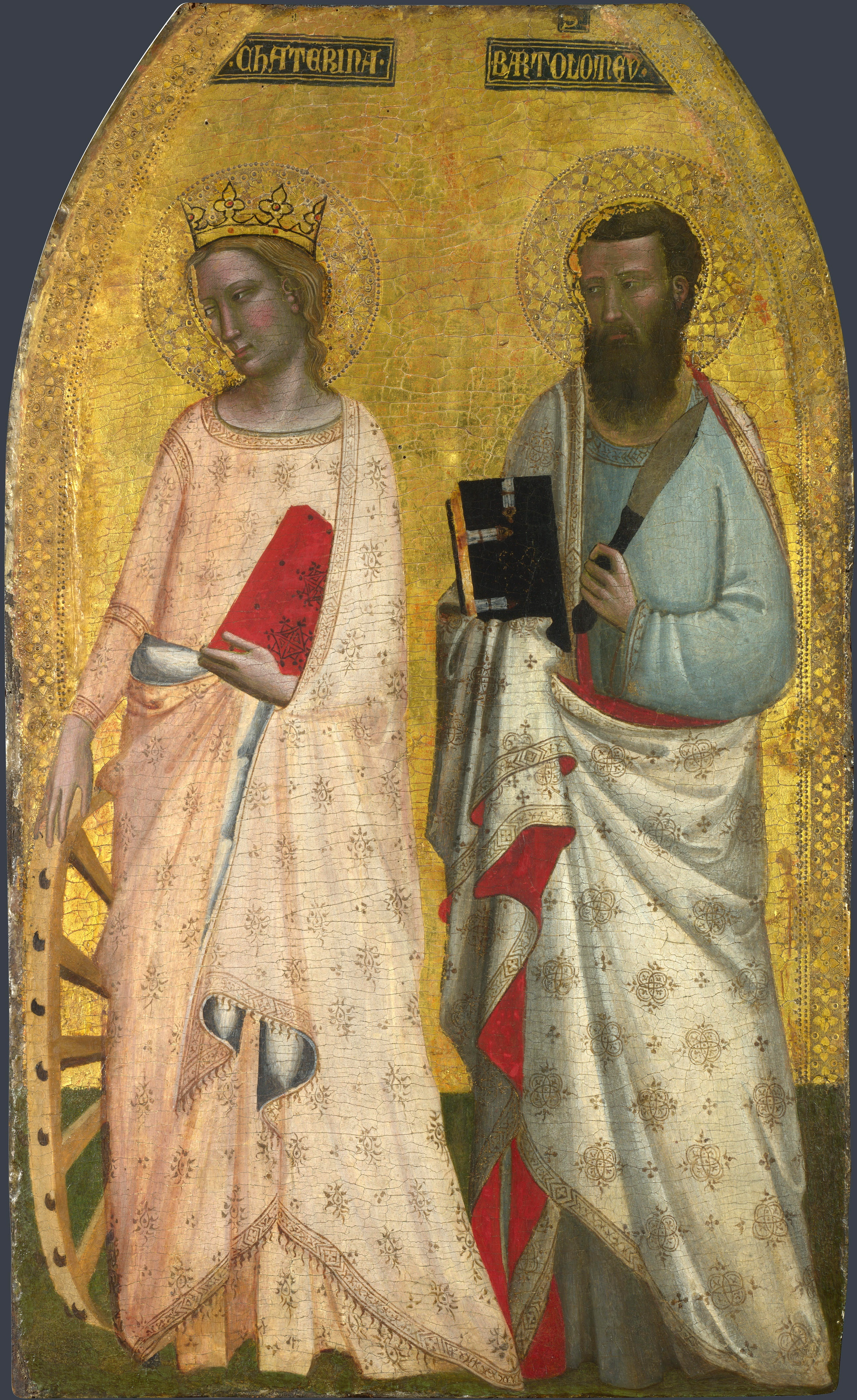
Аллегретто Нуци и Франческуччо Гисси. Св Екатерина и св. Варфоломей. Деталь разобранного алтаря. ок. 1350, Национальная галерея, Лондон.
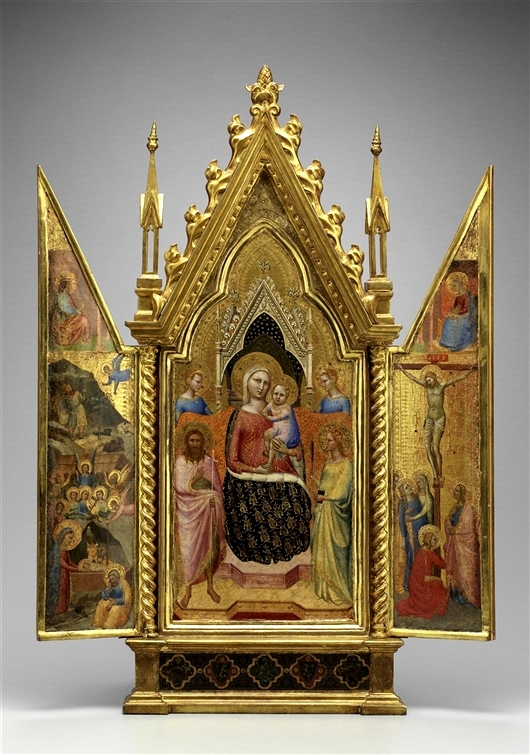
Триптих "Мадонна с младенцем и святыми, Распятие и Рождество" 1350-60гг, Детройт, Институт искусств.
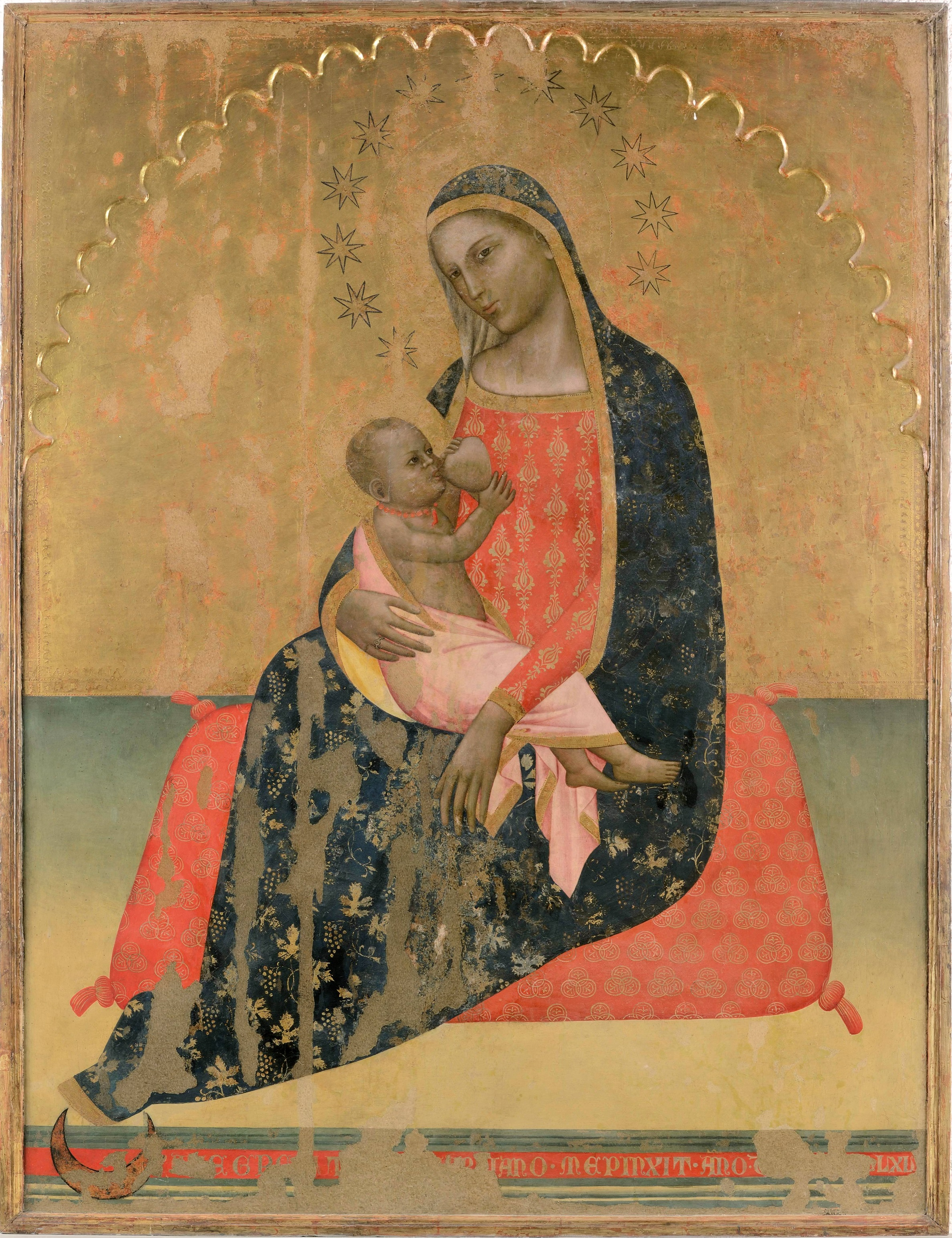
Аллегретто Нуци. Богоматерь Смирение. 1366г, Сан Северино, Марке, Гор. пинакотека.
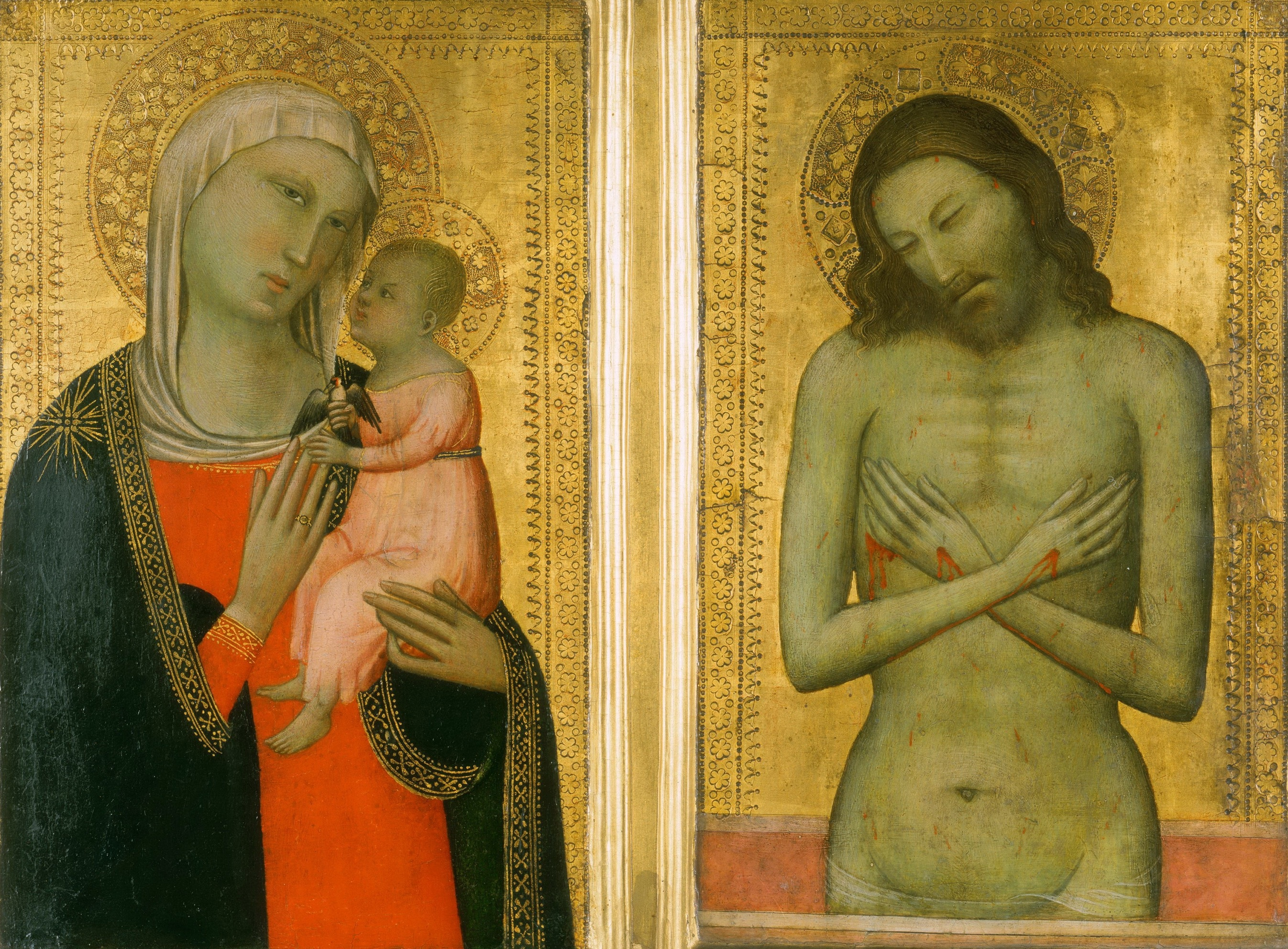
Домашний диптих "Мадонна с младенцем" и "Муж печалей". ок. 1366г, Музей искусства, Филадельфия
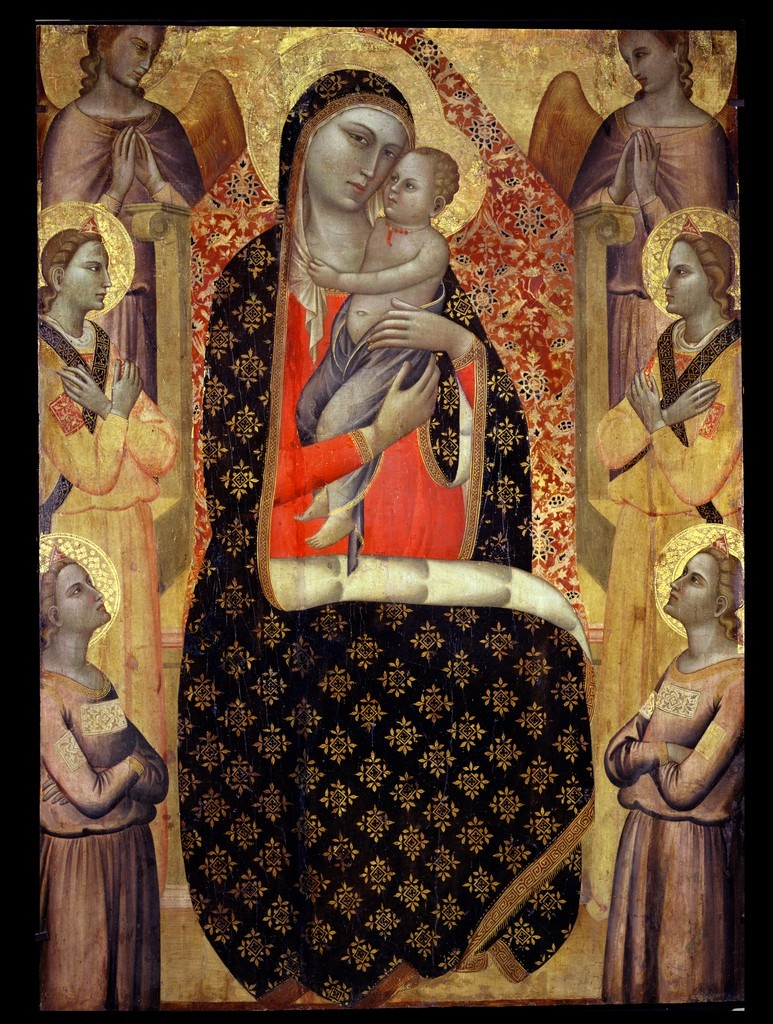
Мадонна с младенцем и ангелами. ок. 1360-70гг, Авиньон, Музей Пти Пале.
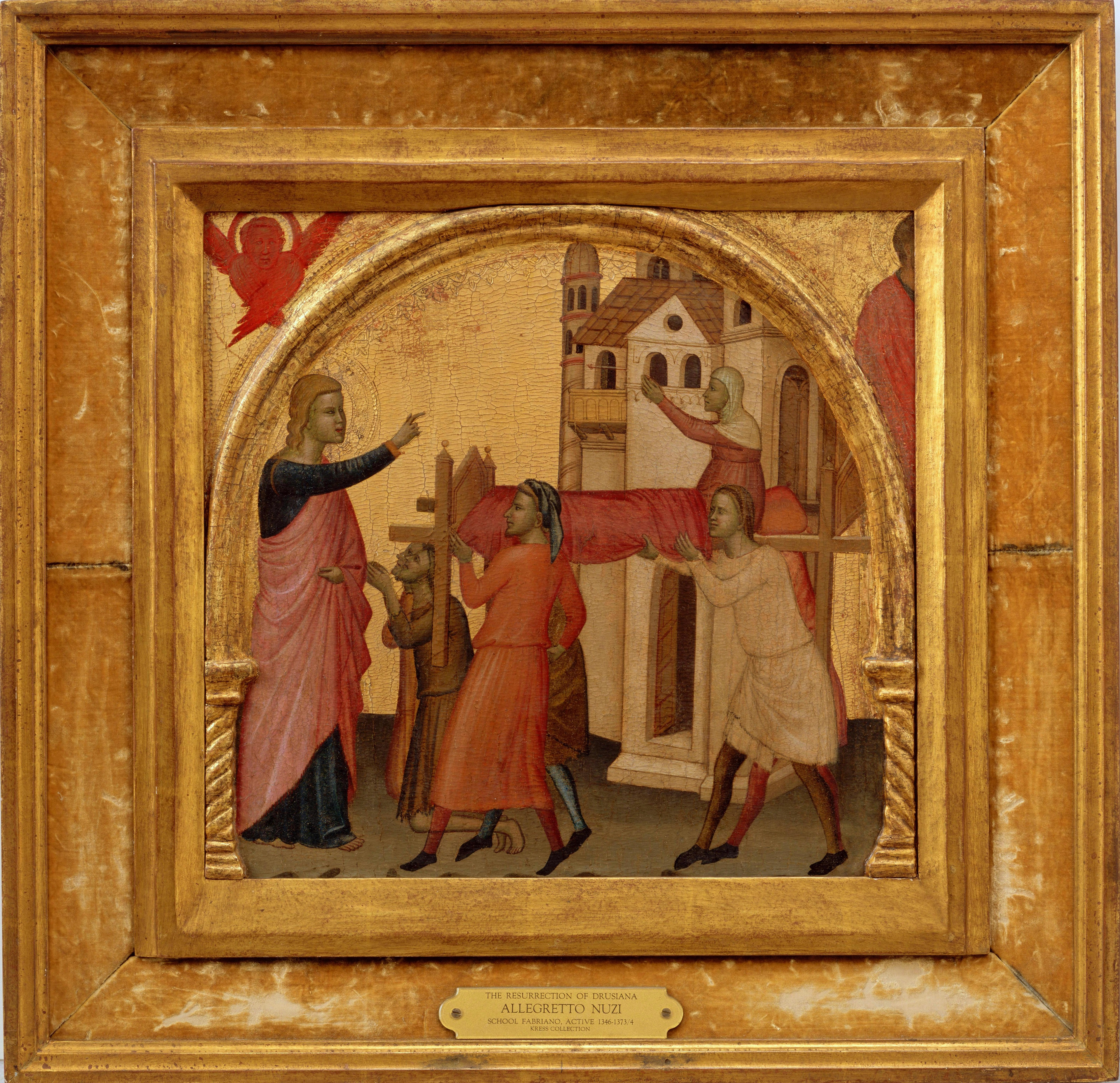
Воскрешение Друзианы. Деталь разобранного алтаря. ок. 1370г, Музей искусства, Портленд.